# L'assassino che è in me
L'assassino che è in me (The Killer Inside Me) è un libro del 1952 a cui più si deve la fama di Jim Thompson. In Italia è stato pubblicato la prima volta nella collana Il Giallo Mondadori (n. 1101) nel 1970 col titolo La belva che è dentro di me; successivamente è stato pubblicato con nuova traduzione (di Anna Martini) da Fanucci col titolo L'assassino che è in me (2003 e 2005) e The killer inside me (2010).

## Trama
La storia è raccontata attraverso gli occhi del suo protagonista, Lou Ford, un vice sceriffo di 29 anni in una piccola città del Texas. Ford sembra essere un normale poliziotto di una cittadina che conduce un'esistenza insignificante; sotto questa facciata, tuttavia, è un sociopatico astuto e depravato con gusti sessuali sadici. Il principale sfogo di Ford per i suoi impulsi oscuri è l'abitudine relativamente benigna di pungolare deliberatamente le persone con cliché e luoghi comuni nonostante la loro evidente noia: "Se c'è qualcosa di peggio di una noia", dice Lou, "è una noia banale".
Nonostante abbia una fidanzata fissa, amica d'infanzia e insegnante, Amy Stanton, Ford cade in una relazione appassionata e sadomasochista con una prostituta di nome Joyce Lakeland. Ford descrive la loro relazione come lo sblocco della "malattia" che lo affligge dall'adolescenza, quando ha abusato sessualmente di una bambina, un crimine per il quale suo fratello adottivo maggiore Mike si è preso la colpa per salvare Lou dalla prigione. Dopo aver scontato una pena detentiva, Mike è morto in un cantiere edile. Lou ha incolpato un magnate edile locale, Chester Conway, per la morte di Mike, sospettando che fosse stato assassinato per essersi rifiutato di aiutare ulteriormente i piani di Conway.
Per vendicarsi, Lou e Joyce ricattano il magnate delle costruzioni per evitare di rendere nota la relazione di suo figlio con Joyce. Tuttavia, Lou tradisce Joyce: la picchia ferocemente e spara al figlio del magnate delle costruzioni, sperando che i crimini sembrino essere una faccenda di amanti andata storta. Elmer viene ucciso all'istante e lo sceriffo Bob Maples, il mentore di Lou, riferisce che Joyce è morta dopo una breve permanenza in coma. Sebbene Lou creda che questo significhi averla fatta franca con i suoi crimini, il procuratore della contea Howard Hendricks diventa sospettoso della versione di Lou, così come del suo alibi, e si sospetta che una terza persona sia coinvolta. Questo sospetto cade su Johnnie Pappas, un giovane criminale di poco conto con cui Lou ha stretto amicizia e al quale Lou ha dato parte del denaro di Conway, che si scopre essere stato contrassegnato. Lou può entrare da solo, aggirando alcune difficoltà, nella cella di Johnnie per ragionare con lui e poi ucciderlo e inscenare un suicidio. Sebbene molti accettino che il caso sia chiuso, varie persone iniziano a sospettare che Lou sia coinvolto, incluso il vice, Jeff Plummer. Tra questi c'è Amy, che insiste sul matrimonio anche dopo un incontro sadomasochistico con Lou, quando inizia a convincersi che egli nasconda un lato oscuro.
Un vagabondo che Lou ha ferito in precedenza tenta di ricattarlo, rivelando di aver origliato una conversazione sospetta in cui Lou era coinvolto. Lou, vedendo un modo per risolvere più questioni in sospeso, accetta di pagare il suo ricattatore; accetta anche di fuggire con Amy, che ha intenzione di uccidere. La notte in cui il vagabondo ritorna, Lou picchia a morte Amy, con l'intenzione di incastrare il ricattatore per il suo omicidio. Plummer uccide il vagabondo dopo che Lou lo ha inseguito per la città, e Lou viene sedato e ricoverato in ospedale. Lou riceve la visita di Plummer e Hendricks in ospedale e sente che entrambi sospettano che abbia ucciso Amy, Joyce e Johnnie. Plummer rivela anche che Maples si è ucciso, convinto della colpevolezza di Lou. Gli mostrano una lettera che Amy aveva scritto e intendeva consegnargli durante la loro fuga, una lettera che lo esorta sottilmente a confessare. Lou nega che la lettera sia incriminante, ma Plummer e Hendricks lo rinchiudono in una cella della prigione, dove cercano senza successo di provocare una confessione con l'audio della voce di Johnnie e le immagini di Amy.
Alla fine, l'avvocato di Lou arriva e lo rilascia, anche se Lou non deve lasciare la città. Lou rimugina sul suo passato, concludendo che il suo odio e la sua violenza, soprattutto nei confronti delle donne, derivavano da un incidente d'infanzia che coinvolgeva la sua vecchia governante: lei lo molestava per vendicarsi del padre, con il quale era infelicemente coinvolta in una relazione sadomasochista; Lou si rende conto che le sue vittime femminili erano dei sostituti di lei. Accettando il suo destino, Lou copre la casa di alcol e candele, con l'intenzione di uccidersi dando fuoco all'edificio. Alla fine, Plummer e Hendricks arrivano con una squadra di polizia, così come Joyce, che si scopre essere viva, anche se gravemente ferita. Joyce assicura a Lou che non lo ha svenduto e lui afferma il suo affetto per lei prima di pugnalarla a morte. La polizia spara su Lou, uccidendolo, ma distruggendo la casa.

## Edizioni in italiano
- Jim Thompson, La belva che è dentro di me, A. Mondadori, Milano 1970
- Jim Thompson, Vite in gioco, introduzione di Pike Borsa, A. Mondadori, Milano 1993 (Contiene in trad. italiana: The killer inside me, The criminal, Texas by the tail).
- Jim Thompson, L'assassino che è in me: romanzo, traduzione dall'inglese di Anna Martini; postfazione di Goffredo Fofi, Fanucci, Roma 2003
- Jim Thompson, The killer inside me: romanzo, traduzione dall'inglese di Anna Martini, Fanucci, Roma 2010
- Jim Thompson, L'assassino che è in me, con la prefazione di Stephen King; traduzione di Anna Martini, HarperCollins, Milano 2020

## Opere derivate
Dal romanzo sono stati tratti due film:
- The Killer Inside Me del 1976 per la regia di Burt Kennedy;[2]
- The Killer Inside Me del 2010 per la regia di Michael Winterbottom.[3]

Il romanzo ha ispirato l'album The Killer Inside Me della rock band statunitense Green on Red (Mercury/Phonogram, 1987).